# Andwakia mirabilis
Andwakia mirabilis är en havsanemonart som beskrevs av Daniel Cornelius Danielssen 1890. Andwakia mirabilis ingår i släktet Andwakia och familjen Andwakiidae. Inga underarter finns listade i Catalogue of Life.